# دارين سميث (لاعب هوكي الحقل)
دارين سميث (بالإنجليزية: Darren Smith)‏ هو لاعب هوكي الحقل نيوزيلندي، ولد في 14 نوفمبر 1973 في نيبيار في نيوزيلندا.

## وصلات خارجية
- دارين سميث على موقع الاتحاد الدولي للهوكي (الإنجليزية)
- دارين سميث على موقع أوليمبيديا (الإنجليزية)